# .wiki
.wiki는 최상위 도메인의 이름이다. ICANN의 새로운 일반 최상위 도메인(gTLD) 프로그램에 제안되었으며 2014년 5월 26일 일반에 공개되었다. 탑 레벨 디자인(TLD)은 이 도메인의 도메인 네임 등록 기관이다.

## 목적
2012년 신청 당시 탑 레벨 디자인은 .wiki 최상위 도메인과 관련하여 "목적은 위키를 위한 전용 인터넷 공간을 만들기 위해서이다. 이 gTLD는 인터넷의 다른 수백만의 웹사이트들 중에 위키를 분명하게 식별하며 인터넷 사용자들이 자신들의 관심사에 적절한 위키를 쉽게 찾을 수 있게 한다. 위키 웹사이트들은 인터넷에서 커가는 하나의 현상이며 정보를 만들고 표현하기에 혁신적이고 사용하기 쉬운 피어 프로덕션(peer-production) 방식이다. 이들은 일반적으로 개방되어 있고 편집이 가능하며 공동체에 의해 종종 운영된다. 게다가 개인 위키와 위키 플랫폼은 인터넷 전반이 유동적인 것처럼 꾸준히 유동적이다. 더 넓은 인터넷과 같이 위키는 가치 창출을 위해 개별 사용자에 의존하는 정보의 저장소이다. 아이디어와 지식을 공유하기 위한 만남의 지점이며 혁명적인 방법이다. 이들은 둘 다 ICANN의 새로운 gTLD 프로그램과 특히 위키 [gTLD]의 구현을 통해 확장되도록 구성되었다. 새로운 gTLD 프로그램의 결과로서 .wiki [gTLD]가 직관적이면서 새로운 gTLD의 모임에 필수적인 추가 요소가 될 것으로 믿는다."고 언급하였다.

## 같이 보기
- 인터넷 최상위 도메인 목록
- .design: 탑 레벨 디자인에 의해 운영되는 또다른 최상위 도메인